# Западен Сибир
Западен Сибир (рус. Западная Сибирь) е най-западната област на Сибир, която се простира от билото на Урал на запад до река Енисей на изток. На север граничи с Карско море (част от Северния ледовит океан), а на юг достига Казахстан и планините Алтай.
Площта на региона е около 2450 хиляди км² (15 % от територията на Русия), а към 2010 г. населението на руската част на Западен Сибир е 14,6 милиона, или около 10 % от населението на Русия. Средната гъстотата на населението е рядка, само 6 души на 1 км².
Около 80 % от площта на Западен Сибир се заема от Западносибирската равнина.

## Климат
Климатът варира от континентален, субполярен до полярен. Обширната територия позволява ясно да се разграничат следните климатични пояси: тундра, лесотундра, степ, лесостеп и горски пояс. Температурите през зимния период са устойчиво ниски, без затопляния. Средноянуарските температури са −15 °C (на юг) до −40 °C (на север). Това не изключва случаи на температури до -50 °C дори в южните части на областта. През месец май започва затопляне, но то може да се редува с резки застудявания. Най-топлият месец е юли, когато в северните части температурите могат да се покачат до +5 °C и да достигнат до +20 °C на юг.

## Води
Най-големите реки са Об с основния си приток – Иртиш. Тук спада и Енисей, по която минава условната граница между Западен Сибир и Източен Сибир. Целият водосборен басейн се влива в Карско море на север.

### Притоци на Об
- → Катун, лява съставляваща на Об
- ← Бия, дясна съставляваща на Об
- ← Чулим,
- ← Том, десен приток, втори по пълноводие след Иртиш,
- ← Кет
- ← Тим
- ← Вах

### Притоци наИртиш, ляв приток на Об
- → Тобол, най-пълноводният приток на Иртиш

### Реки, вливащи се директно вКарско море
Освен споменатите вече по-горе реки Об и Енисей, направо в Карско море се вливат още:
- Надим
- Пур
- Таз

### Езера и блата
Поради обширната си площ и разнообразен релеф, в Западен Сибир има огромен брой езера, както равнинни, така и планински. Според някои оценки броят им може да доближава 1 милион. Голяма част от езерата са безотточни. Най-голямото езеро в Западносибирската равнина е слабосоленото безотточно езеро Чани с дължина 91 км и широчина 88 км. Езерото Чани се намира в Барабинската низина в Новосибирска област. То е и сред най-големите езера в света.
Други забележителни езера в Западен Сибир могат да се видят тук Архив на оригинала от 2016-11-09 в Wayback Machine..
Равнинният релеф и множеството реки, езера и подпочвени води предразполагат към образуването на блата. Те се срещат навсякъде в Западен Сибир. Най-голямото блато в региона е Васюганското блато, намиращо се между поречията на Об и Иртиш и заемащо площ 53 хиляди км². Общата площ на торфените блата е около 400 хил. км², а общата заблатеност достига до 800 хиляди до 1 милион км².

## Население и административно деление
В региона Западен Сибир са разположени Тюменска, Курганска, Омска, Новосибирска, Томска, Кемеровска област, както и Алтайски край, Република Алтай, Република Хакасия, Ханти-Мансийски автономен окръг – Югра, Ямало-Ненецки автономен окръг.

### По-важни градове
Новосибирск, Омск, Тюмен, Барнаул, Томск, Кемерово, Новокузнецк, Павлодар, Уст Каменогорск, Семей, Петропавловск, Сургут, Нижневартовск, Костанай.
Западен Сибир спада към Западносибирския икономически район.